# Rollegem
Rollegem est une section de la ville belge de Courtrai située en Région flamande dans la province de Flandre-Occidentale. C'était une commune à part entière avant la fusion des communes de 1977.

## Géographie
Rollegem est limitrophe des localités suivantes : Courtrai (section de commune), Bellegem, Dottignies, Luingne, Mouscron (section de commune), Aalbeke et Marke.
Le village, à caractère rural, se trouve à environ cinq kilomètres au sud du centre-ville de Courtrai, sur un territoire situé entre la Lys et l'Escaut.
Au sud du village se trouve le hameau de Tombrouck qui est, depuis 1963, partagé entre Rollegem, dans la province de Flandre-Occidentale et Luingne (Mouscron) dans la province de Hainaut.

## Démographie

### Évolution démographique
- Sources : INS, Rem. : 1831 jusqu'en 1970 = recensements, 1976 = nombre d'habitants au 31 décembre[3].

## Galerie

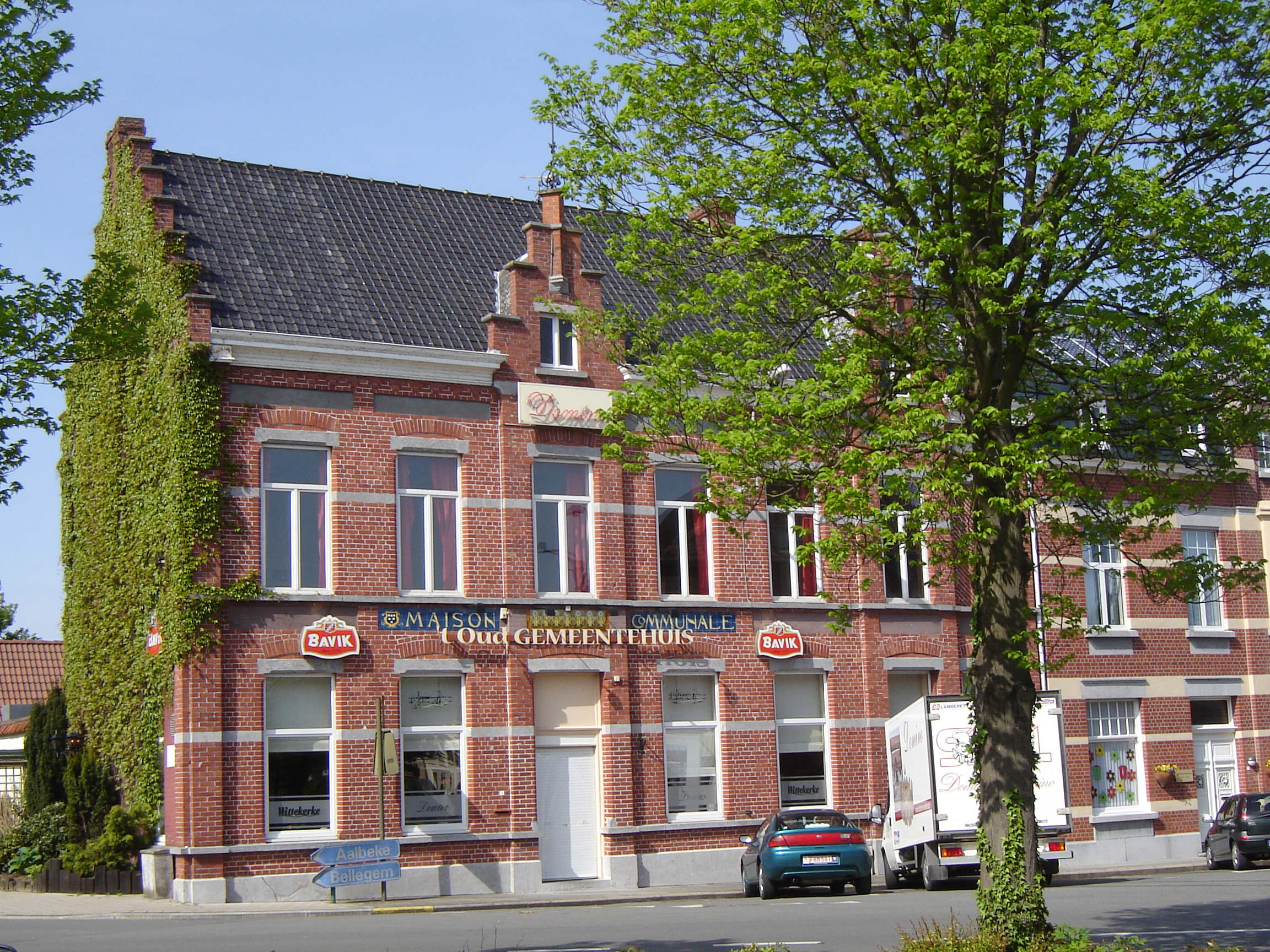
L'ancienne maison communale.
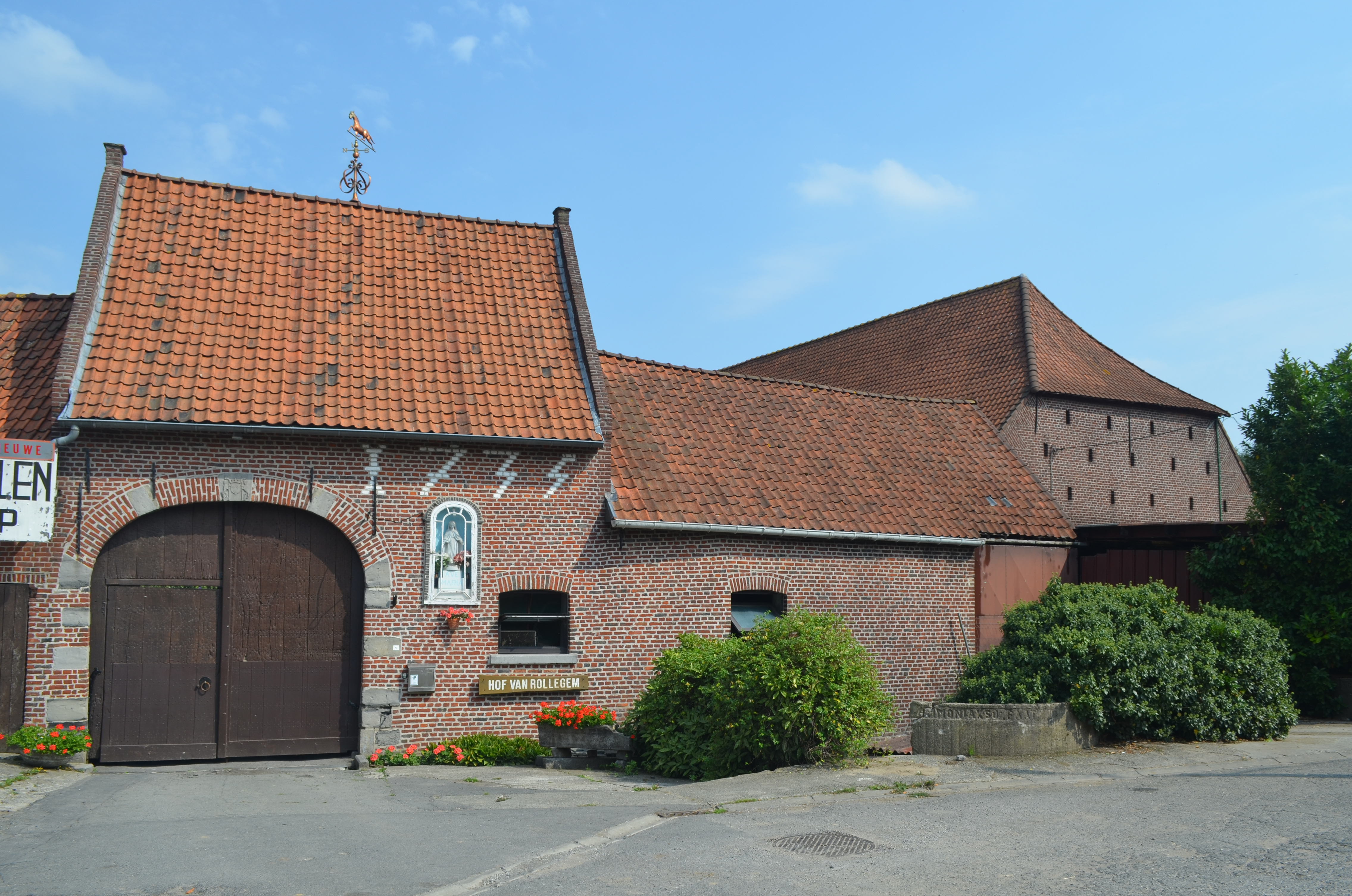
Seigneurie de Rollegem, place du village. Portail datant de 1735. Ferme classée en 2004.
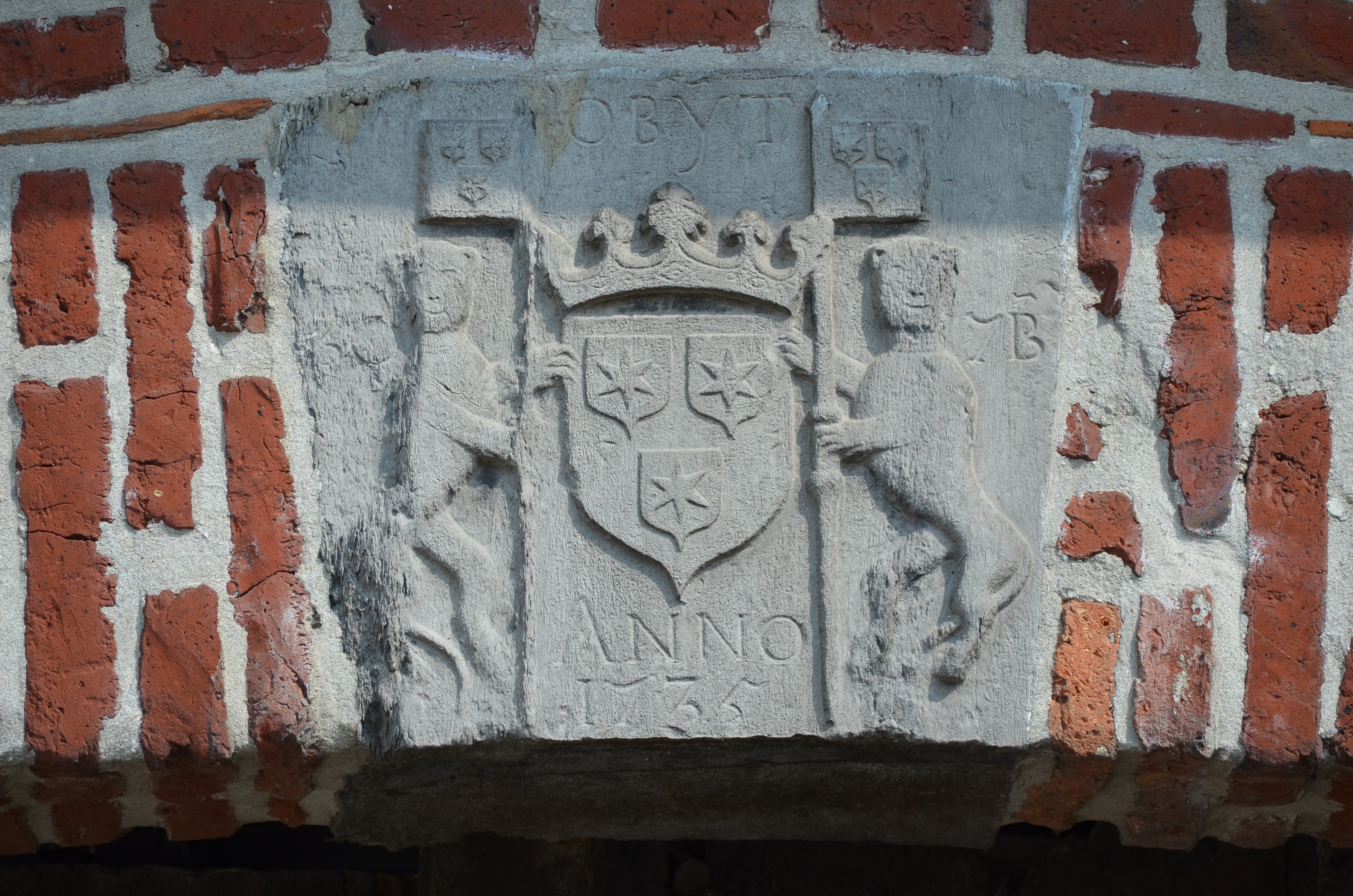
Seigneurie de Rollegem. Clé d'arc portant le blason d'Engelbert-Frederik d’Ennetières. Texte : « OBYT [30] 7b[re] ANNO 1735 ».
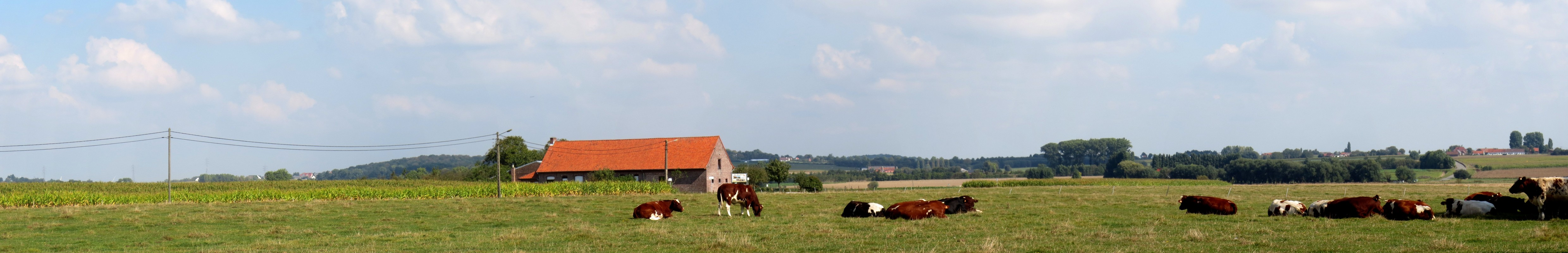
Vue panoramique.